# Eugenia nutans
Eugenia nutans är en myrtenväxtart som beskrevs av Otto Karl Berg. Eugenia nutans ingår i släktet Eugenia och familjen myrtenväxter. Inga underarter finns listade i Catalogue of Life.